# لایو اید

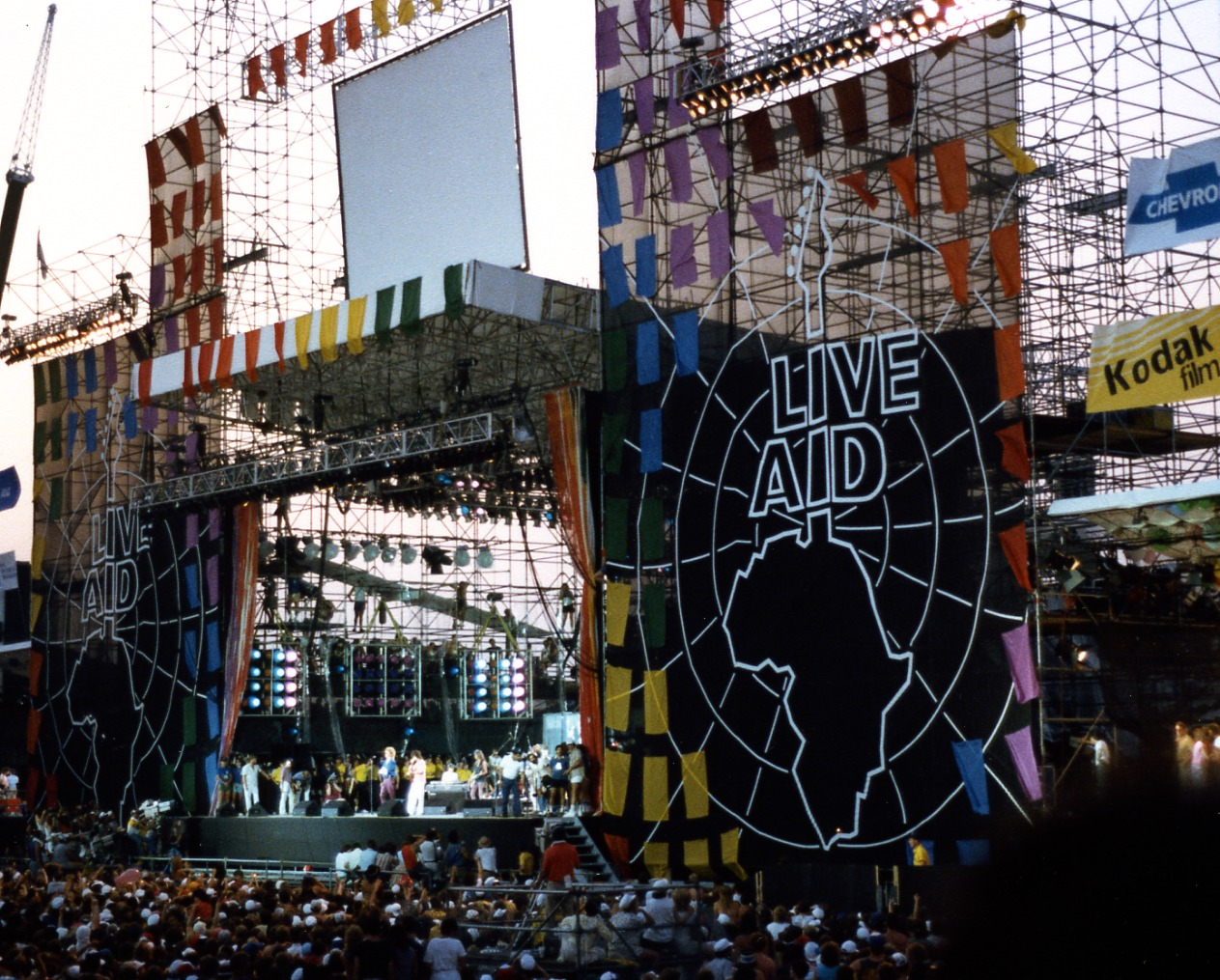
لایو اید(کمک زنده) در فیلادلفیا ۱۹۸۵

لایو اید' (به انگلیسی: Live Aid) نام کنسرت خیریه‌ای دومکانه بود که در ۱۳ ژوئیه ۱۹۸۵ برگزار شد. این رویداد توسط باب گلداف و Midge Ure  برای کمک به قحطی‌زدگان اتیوپیایی برپا شده بود. این رویداد خیریه به‌طور همزمان در استادیوم ومبلی لندن در انگلیس، و استادیوم جان اف کندی در فیلادلفیا آمریکا برگزار شده بود.